# Neoneura
Neoneura là một chi chuồn chuồn kim thuộc họ Protoneuridae. Chi này có các loài sau:
- Neoneura aaroni Calvert, 1903 - Coral-fronted Threadtail[2]
- Neoneura amelia Calvert, 1903 - Amelia's Threadtail[2]
- Neoneura anaclara Machado, 2006
- Neoneura angelensis Juillerat, 2007
- Neoneura bilinearis Selys, 1860
- Neoneura carnatica Hagen năm Selys, 1886 - Orange-sided Threadtail, Tiger Threadtail[3]
- Neoneura cristina Rácenis, 1955
- Neoneura denticulata Williamson, 1917
- Neoneura desana Machado, 1989
- Neoneura esthera Williamson, 1917
- Neoneura ethela Williamson, 1917
- Neoneura fulvicollis Selys, 1886
- Neoneura gaida Rácenis, 1953
- Neoneura joana Williamson, 1917
- Neoneura jurzitzai Garrison, 1999
- Neoneura kiautai Machado, 2007
- Neoneura leonardoi Machado, 2006
- Neoneura lucas Machado, 2002
- Neoneura luzmarina De Marmels, 1989
- Neoneura maria (Scudder, 1866) - Cuban Blue Threadtail[4]
- Neoneura mariana Williamson, 1917
- Neoneura moorei Machado, 2003
- Neoneura myrthea Williamson, 1917
- Neoneura paya Calvert, 1907
- Neoneura rubriventris Selys, 1860
- Neoneura rufithorax Selys, 1886
- Neoneura schreiberi Machado, 1975
- Neoneura sylvatica Hagen năm Selys, 1886
- Neoneura waltheri Selys, 1886